# Ammoniumbromid
Ammoniumbromid (NH4Br) är ett vitt kristallinskt pulver lösligt i en blandning av vatten och etanol. Ämnet avdunstar helt vid upphettning.
Framställs genom att kaustik ammoniak neutraliseras med vätebromid löst i vatten (bromvätesyra). Saltet utvinns därefter genom indunstning.
Ämmoniumbromid måste förvaras skyddat från ljus och fuktighet, dock påverkas kemiskt ren produkt ej av ljus.
Ammoniumbromid används inom kemisk fototeknik och för framställning av psykofarmaka.